# Acalculia
La acalculia (Lat. a = negativo + cálculo = calcular) es la alteración en las habilidades y el procesamiento matemático debido a una enfermedad cerebral. No se trata de una dificultad de aprendizaje (discalculia), sino de un efecto directo o indirecto por lesiones cerebrales. El término fue acuñado por el neurólogo Salomon Henschen en 1925.

## Clasificación
Por lo general, se distingue entre dos tipos de acalculia: primaria y secundaria. La última se refiere a un defecto derivado de un déficit lingüístico, espacial, atencional o de otro carácter cognitivo. Por su parte, la acalculia primaria es todo defecto primario en las habilidades del cálculo, con frecuencia, asociado a lesiones del parietal posterior izquierdo. 

### Acalculia primaria
Es un defecto primario en las habilidades del cálculo; en esta medida corresponde a una acalculia primaria. El sujeto con anaritmética sufre pérdida de conceptos numéricos, es incapaz de entender cantidades (déficits asociados al sentido numérico), falla en la ejecución de operaciones, y es regular que confunda los signos aritméticos.
Se producen por lesión en el giro angular y supramarginal del lóbulo parietal izquierdo.

### Acalculias secundarias
Dependiendo al defecto con que se vea asociada, la acalculia puede ser:
- Afásica: los problemas de cálculo se derivan de defectos lingüísticos, y tales problemas se relacionan, a su vez, con el tipo de incapacidad lingüística que posea el paciente con afasia, ya sea afasia de Broca, Wernicke, Conducción, u otro tipo.

- Aléxica: se relaciona con dificultades de lectura, por ello los problemas se hallarán en el reconocimiento de símbolos numéricos.

- Agráfica: aparece como consecuencia de la incapacidad de escribir cantidades.

- Frontal: los errores de cálculo se deben al efecto de distintos síntomas propios de lesiones frontales, como la perseveración, defectos de atención, ineficiencia en la aplicación de estrategias para solucionar problemas de cálculo.

- Espacial: los problemas de cálculo se asocian con defectos en el procesamiento espacial.